# Андре Кудер
Андре Кудер (фр. André Joseph Alexandre Couder; 27 листопада 1897 — 16 січня 1979) — французький оптик і астроном, член Паризької АН (1954), її президент у 1968.

## Біографія
Народився в Алансоні. Спочатку працював хіміком. У 1925 — співробітник Страсбурзької обсерваторії. З ініціативи Андре-Луї Данжона переїхав до Парижа, був директором оптичної лабораторії Паризької обсерваторії. Там же почав виготовлення перших дзеркал для рефлекторів. У 1943-1968 — астроном Паризької обсерваторії. 
Основні наукові дослідження відносяться до астрономічної оптики та приладобудування. Розробив низку способів зменшення оптичних аберацій дзеркальних і лінзових телескопів, а також спектрографів. Створив механічну систему, що зменшує вплив сили тяжіння на форму дзеркал рефлекторів; система застосовується у великих телескопах і в наш час. Встановив правила монтування дзеркал. Рекомендував застосування вентиляції в великих телескопах для зменшення впливу турбулентності повітря. За його ідеями і за його активної участі було побудовано кілька нових великих рефлекторів. Брав діяльну участь у створенні обсерваторії Верхнього Провансу (у 1964-1973 — президент її керівного комітету), обсерваторій Європейської Південної, May-на-Кеа (Гавайські острови). Спільно з Данжоном розробив методику оцінки астрокліматичних характеристик пунктів за видом дифракційних зображень зірок, широко застосовувалася в 1940-60-ті роки.
Співавтор (разом з Данжоном) широко відомої книги «Підзорні труби й телескопи» (1935) (André Couder, André Danjon, Lunettes et télescopes. Théorie : Conditions d’emploi, Description, Réglage, Histoire. Paris : Albert Blanchard, 1990). 
Член Бельгійської королівської академії наук, літератури і красних мистецтв, віцепрезидент Міжнародної астрономічної спілки (1952-1958), член (1946), президент (1951-1953) Бюро довгот у Парижі. 
Велика наукова премія міста Парижа (1961).
На честь Андре Кудера названий кратер на Місяці.